# محمد عبد الجواد (لاعب كرة قدم)
محمد عابد عبد الجواد لاعب كرة قدم سعودي سابق، ومدرب كرة قدم حالي، مواليد 1962م في مدينة جدة غرب السعودية، لاعب ظهير أيسر سابق في النادي الأهلي والمنتخب السعودي لكرة القدم.
وعبد الجواد يعد أحد أبرز النجوم في تاريخ كرة القدم السعودية نظراً للمساهمات الكبيرة في تحقيق عدد من الانجازات والتي تعتبر بداية أمجاد الكرة السعودية على الصعيد الدولي وخاصة القاري لعب محمد لمدة تزيد عن 15 عاماً قبل أن يتوقف عن الكرة وفي رصيده عدد هائل من الانجازات والبطولات التي وضعته في ذاكرة كل الجماهير السعودية للأبد.

## بداية النجومية
كانت البداية الفعليه لنجومية الكابتن محمد عابد عبد الجواد في نهاية السبعينات حين شارك المنتخب السعودي لفئة الشباب في دورة ودية في مدينة دبي، بالإمارات وقد قدم محمد عبد الجواد مستوى رائع في تلك البطولة الأمر الذي جعل المدرب البرازيلي مانييلي بالاستعانة بمحمد عبد الجواد في المنتخب الأول في التصفيات النهائية لكأس العالم 1982م وقدم محمد عبد الجواد أفضل مستوياته في تلك الفترة والتي نالت على إشداة الجمهور الرياضي بكافة ميوله فكانت تلك البداية والانطلاقة لهذا النجم الدولي الكبير في رحلته الدولية المظفرة.
و كان لقاء منتخبنا الوطني أمام نظيره الكويتي في أواخر عام 1981م الذي أقيم على ملعب الأمير فيصل بن فهد ضمن التصفيات النهائية عن قارة آسيا المؤهلة لكأس العالم أول لقاء رسمي للظهير الطائر عبد الجواد مع الأخضر في مشواره الكروي وقدم محمد عبد الجواد مستوى رائعا وعطاء كبير ولم ترهبه السمعة الكبيرة التي يتمتع بها نجوم الكرة الكويتية والمتراصين في خط المقدمة فجاسم يعقوب وفيصل الدخيل وفتحي كميل والعنبري عجزوا عن تجاوز عبد الجواد بل انه تفوق عليهم في كثير من الألعاب فهاجم محمد عبد الجواد بمهارة ودافع بقوة عن العرين الأخضر.

## انجازات وإسهاماته
بعد بروز عبد الجواد مع الأخضر في التصفيات النهائية لكأس العالم عن قارة آسيا 1982م وتقديمه لأفضل المستويات في المباريات 6 التي خاضها الأخضر ضد الكويت والصين ونيوزلندا وأصبح مركز الظهير الأيسر حكرا عليه فلم يستطع أي من اللاعبين ابعاده عنه وظل محمد عبد الجواد محافظا على تألقه بل أن مستواه يتطور بين مباراة إلى أخرى.
رحلة عبد الجواد مع الأخضر كانت رائعة ومشوقة فطوال مشواره الكروي المميز مع المنتخب والتي بدأت في أول الثمانينات الميلادية وانتهى بعد المشاركة المشرفة للأخضر في كأس العالم 1994م التي اقيمت في الولايات المتحدة الأمريكية
كان عبد الجواد ضمن كوكبة النجوم التي حققت لمنتخبنا الوطني الانجازات الرائعة التي لا يمكن ان تنسى فتأهل لأولمبياد لوس أنجلوس والحصول على كأس آسيا مرتين أعوام 1984م و1988م وبلوغ نهائيات كأس العالم للمرة الإولى في تاريخ الرياضة السعودية كان فيها محمد عبد الجواد حاضرا ومميزا ونجما كبيرا صال وجال وقدم أحلى العروض وأفضل المستويات.

## أجمل أهدافه
عرف عن عبد الجواد قدرته على إحراز الأهداف الجميلة بفضل قدرته على التصويب القوي والمركز من مسافات بعيدة وكان له عدد من الأهداف الجميلة التي لا يمكن للمتابع الرياضي ان ينساها أبرزها هدفه في مرمى المنتخب الكاميروني ضمن كأس الأمم الأفرو آسيوية للمنتخبات فقد أطلق عبد الجواد في تلك المباراة صاروخا بعيد المدى لم يرها حارس الكاميرون الا وهي تعانق شباكه.
و كذلك هدفه على قطر في أمم آسيا 1984م وعلى العراق في بطولة كأس العرب في يوليو 1985م بالطائف.

## بعد الاعتزال
بعد أن اعتزل محمد عبد الجواد الكرة عام 1995 م توقع الجميع أن يتجه للتدريب أو التحكيم لكنه رفض اقتحامها وسلك طريقاً آخر وهو جلب لاعبين من أوروبا وأمريكا الجنوبية للأندية الراغبة في التعاقد معهم واتجاه عبد الجواد هذا يعود لتمتعه بعلاقات رائعة مع كثير من المكاتب في العالم فضلا عن اجادته التحدث بعدة لغات منها البرتغالية والإنجليزية.
ولكن بسبب مشكلة ما تم ايقافه ترخصيه لمزاولة مهنة وكالة التعاقدات، ليذهب إلى مجال التحليل الفني، وهو يعمل منذ عام 2009 وحتى 2014 مع قناة الجزيرة الرياضية. ثم انتقل للتحليل في قناة MBC pro sports وما زال في عمله حتى اليوم.

## بطولاته وانجازاته
- مع النادي الأهلي :
- كأس الملك عام 1399هـ.
- كأس الأمير فيصل بن فهد للمصيف 1402 هـ.
- كأس الملك عام 1403هـ.
- الدوري السعودي عام 1404هـ.
- كأس الخليج عام 1405هـ.

- مع المنتخب السعودي :
- كأس آسيا 1984م في سنغافورة.
- كأس آسيا 1988م في قطر.
- التأهل إلى أولمبياد لوس انجلوس عام 1984م.
- التأهل لكأس العالم بأمريكا عام 1994م.

### الفردية
- أفضل ظهير في غرب آسيا 1985م.
- ثالث أفضل ظهير في نهائيات كأس العالم 1994م.

## روابط خارجية
- عبدالرحيم عادل على موقع الاتحاد الدولي (مؤرشف)  (الإنجليزية)
- عبدالرحيم عادل على موقع قاعدة بيانات كرة القدم.إي يو (الإنجليزية)
- عبدالرحيم عادل على موقع ناشيونال فوتبول تيمز (الإنجليزية)
- عبدالرحيم عادل على موقع Soccerway.com (الإنجليزية)
- عبدالرحيم عادل على موقع أوليمبيديا (الإنجليزية)